# Metal Slug: 2nd Mission
Metal Slug: 2nd Mission est un jeu vidéo de type Run and gun développé par Ukiyotei et édité par SNK, sorti en 2000 sur Neo-Geo Pocket Color. Il s'agit de la suite de Metal Slug: 1st Mission. Il est le premier jeu de la série Metal Slug où le joueur ne contrôle pas Marco Rossi.

## Scénario
Des années après leur première mission, les Peregrine Falcon reçoivent un ordre du gouvernement, leur demandant d'affronter les forces spéciales "Phantom", dirigées par le lieutenant-colonel Macba de l'Armée Rebelle. La vie de nombreux otages est désormais entre leur main. Les Peregrine Falcon apprennent que l'Armée Rebelle a pris contact avec des étrangers pour développer de nouvelles armes, basées sur une technologie inconnue, mais pourront compter sur de nouveaux véhicules, dont le Metal Slug et le Sub Slug (version sous-marin du Metal Slug).

## Système de jeu
Comme les autres jeux de la série, Metal Slug: 2nd Mission est un Run and gun dans lequel le joueur doit avancer à travers 38 niveaux, dans lequel il doit éliminer tous les ennemis. Les contrôles sont repris de Metal Slug: 1st Mission. Le joueur a le choix entre deux personnages: Gimlet et Red Eye, chacun ayant ses propres missions. Un troisième nommé Tequila peut être sélectionné en finissant les 38 missions.